# 末澤誠也
末澤誠也（日语：／ Suezawa Seiya，1994年8月24日—），日本歌手、藝人、演員。來自日本兵庫縣，隸屬於星達拓娛樂，是旗下偶像組合Aぇ! group的成員。暱稱為誠也くん（Seiya-kun）、スエ。

## 個人經歷
受母親的影響，他多次去看 SMAP 的演唱會，並開始崇拜木村拓哉。他母親的一位朋友將簡歷寄給了傑尼斯事務所，經過試鏡後，他於 2009 年 4 月 3 日入職該事務所。他以關西傑尼斯事務所 Jr. 的身份開始了活動。
此後，在進入大學後的兩年裡，他不再有機會出現在雜誌和松竹座劇院。相反，他每年只被叫去幾次，作為巨蛋公演和其他舞蹈演員的伴舞，當這些活動需要更多舞蹈演員時。在那段時間裡，儘管他繼續每天練習，但他還是在 2014 年底決定離開 Jr.，去時尚產業找一份工作，並告訴了家人這個消息。
同年 12 月，他的經紀人讓他最後一次參加屋良朝幸的舞蹈課，並參加了『中山優馬 Chapter1 歌おうぜ!踊ろうぜ!YOLOぜ!TOUR 2015』的伴舞試鏡。當得知被錄取的消息時，他告訴父母：「我會盡力的！」
2019 年 2 月 18 日，被選為Aぇ! group成員 。  同年 12 月，在舞台朗讀劇作品《キオスク》中首次擔任單獨主演  。
2024 年 5 月 15 日，Aぇ! group CD出道。 入所15年，並以 29 歲 8 個月的年齡成為該公司歷史上出道年齡最大的成員  。

## 人物
在小學一年級時與朋友體驗課程後開始跳舞，由於嘻哈舞老師也教踢踏舞，他從小學二年級開始跳舞。  大學期間，屋良稱讚了他的現代舞，並隨著中山優馬的歌曲「舞い、恋」表演了舞蹈。  他稱，「這也可以稱得上是一項特殊技能，但我沒有其他東西可寫，所以我只是把它放在我的個人資料上」。
他是團體的主唱  ，也負責設計現場表演服裝。  他是組合中年紀最大的成員，比最小的佐野晶哉小七歲。  由於他從不和関西ジュニア的後輩說話，他被戲稱為「関西の狂犬」。
他的座右銘是「只要你有勇氣追求你的夢想，你就能實現夢想」（華特迪士尼） 。
他的運動經驗包括小學一年級到國中三年級練習足球 ，小學四年級到六年級練習籃球和田徑 。
高中時，當他的人際關係出現問題並考慮轉學時，一位老師鼓勵他擔任學生會會長。
他有一個比他大三歲的哥哥。
他有一隻名叫 Sena 的貴賓狗 。

## 出演作品
組合出演请参考 Aぇ! group ，此處僅列出個人出演。

### 電視劇
- 年下男友（年下彼氏）第14話（2020年5月23日、朝日放送電視台） - 主演・觀月律
- 認識的妻子（知ってるワイフ）（2021年1月7日 - 3月18日、富士電視台） - 篠原恭介
- 少年無法回故鄉的十四個理由（ジモトに帰れないワケあり男子の14の事情）第1話・最終話（2021年4月17日・6月19日、朝日電視台） - 主演・マキト
- Boyfriend降臨！（ボーイフレンド降臨!）（2022年10月15日 - 12月17日、朝日電視台） - 黑瀨顯介
- 她與他的光明未來（彼女と彼氏の明るい未来）（2024年1月12日 - 2月23日、MBS） - 主演・青山一郎（與關水渚雙主演）
- 創世龍 《深夜辦公室戀曲》（クリエイタードラゴン「真夜中の社内恋愛」）（2024年12月24日、日本電視台） - 主演・末澤誠也

### 網路劇
- 認識的篠原（知ってるシノハラ）（2021年1月7日 - 3月18日、FOD） - 主演・篠原恭介 役
- 黑瀨降臨!（2022年11月19日・12月3日、TELASA） - 主演・黑瀨顯介

### 電影
- 阿松 第2彈（2026年新春） - 主演・阿松

### 廣播節目
- 關西傑尼斯 Jr. 的 Baribari Sound → Kanbari！（関西ジャニーズJr.のバリバリサウンド→カンバリ!）（2019年4月2日 - 2025年3月18日、FM大阪） - 與正門良規、小島健共同出演。該職位與來自 AmBitious 的三名成員每週輪換。
- Aぇ! group末澤誠也のAぇラジ -ドラマもラジオも熱くしてやるよ -（2024年1月21日、MBS電台）

### 舞台劇
- 少年們：世界的夢想…不知道戰爭的孩子們 (少年たち 世界の夢が…戦争を知らない子供たち)（2015年8月2日 - 26日、大阪松竹座）
- 瀧澤歌舞伎 2018（2018年6月4日 - 30日、御園座）
- 青木家的妻子（青木さん家の奥さん）（2020年1月22日 - 2月2日、東京グローブ座 / 2月13日 - 19日、サンケイホールブリーゼ）
- 音樂劇《三劍士》（三銃士）（2024年9月8日 - 28日、日生劇場 / 10月4日 - 6日、広島文化学園HBGホール / 10月18日 - 27日、SkyシアターMBS） - ダルタニャン

### 演唱會
- 関西ジャニーズJr.『X'mas Show 2016』（2016年11月30日 - 12月25日、大阪松竹座）
- 関西ジャニーズJr. 春のSHOW合戦（2017年3月4日 - 28日、大阪松竹座）
- 関西ジャニーズJr. Concert 2018 〜Happy New ワン Year〜（2018年1月3日・4日、大阪城ホール）
- マイナビ サマステライブ2023 俺たちがミライだ!!（2023年8月21日、EX THEATER ROPPONGI） - 作為「PAISEN應援隊」出演

## 外部連結
- STARTO ENTERTAINMENT > Aぇ! group
- 末澤誠也的Instagram帳戶
- Ae! group的Instagram帳戶